# Death to 2021
Death to 2021 (A la mierda el 2021 en España y Muerte al 2021 en Hispanoamérica) es un falso documental de comedia de 2021 producido por Netflix. Una secuela de Death to 2020, el especial presenta una serie de personajes ficticios que discuten las noticias de EE. UU. en 2021, incluida la pandemia de COVID-19, la información errónea sobre vacunas y Big Tech.

## Reparto
Créditos adaptados de Radio Times.
- Hugh Grant como Tennyson Foss, un historiador de derecha
- Joe Keery como Duke Goolies, una celebridad de internet
- William Jackson Harper como Zero Fournine, director general de una empresa de redes sociales
- Lucy Liu como Snook Austin, una periodista
- Tracey Ullman como Madison Madison, una presentadora de noticias teórica de la conspiración de extrema derecha
- Samson Kayo como Pyrex Flask, un científico que investiga el SARS-CoV-2
- Stockard Channing como Penn Parker, una periodista
- Cristin Milioti como Kathy Flowers, una madre que apoya a Donald Trump y cree en las teorías de la conspiración.
- Diane Morgan como Gemma Nerrick, miembro del público

## Producción
Death to 2021 fue una secuela de Death to 2020, ambas producciones de Broke and Bones, una compañía fundada por Charlie Brooker y Annabel Jones, conocida por su trabajo en la serie de antología de ciencia ficción Black Mirror. Siguió varios años de especiales de Weekly Wipe, presentados por Brooker, que resumieron con humor los eventos noticiosos del año. Death to 2020 recibió una recepción crítica negativa.
Para el especial de 2021, Brooker tuvo un papel reducido: un portavoz de Netflix le dijo a British Comedy Guide que estaba trabajando en otras producciones para el servicio de transmisión. Regresaron varios actores de 2020, pero otros, por ejemplo, Lucy Liu, Stockard Channing y William Jackson Harper, debutaron en 2021. Ullman interpreta a un personaje diferente al especial de 2020: un presentador de noticias estadounidense, en lugar de la Reina.

## Recepción
Eoghan Cannon de Entertainment.ie calificó la película con 2.5 de 5, diciendo que sería "imposible de ver" sin el fuerte elenco, y que no es lo suficientemente memorable como para que los espectadores la recuerden a la mañana siguiente. Sin embargo, Cannon elogió la cobertura de historias alegres. Ed Power de The Daily Telegraph le otorgó 1 estrella y lo criticó por carecer de originalidad y matices. Retrató negativamente la ausencia de Brooker, llamándola una imagen negativa de Black Mirror, pero elogió la comparación en broma de Morgan entre El juego del calamar con The Great British Bake Off.
Screen Rant criticó que el especial tuviera una "negativa a hablar sobre eventos culturales fuera del dominio de Netflix", con segmentos sobre sus producciones originales Bridgerton y El juego del calamar pero omitiendo otras películas y programas de televisión del año. Según The National, una broma sobre que Glasgow en parte de Londres fue bien recibida por los espectadores escoceses. Bruce Dessau de Beyond the Joke escribió que Death to 2021 estaba dirigido a una audiencia estadounidense, en mayor medida que el especial del año anterior. Dessau elogió a Morgan, Grant y Kayo, y dijo que el rechazo a una broma sobre la muerte del príncipe Felipe provino de personas "que claramente no han visto un programa de Brooker antes".